# 潘輝湜
潘輝湜（越南语：／；1778年—1844年），字渭沚（越南语：／），越南阮朝官員，阮初封圭岳侯。

## 生平
潘辉湜是山西省國威府安山縣栗柴总瑞圭社（今河内市国威县柴山社瑞圭村）人，景興三十九年（1778年）出生，父親是西山朝名臣潘輝益，弟弟是潘輝注。
嘉隆十年（1811年），潘辉湜接受阮廷徵召，出仕為官。嘉隆十六年（1817年），充任如清乙副使。明命元年（1820年），升任諒山協鎮，累遷至禮部尚書。當時阮朝制度粗疏，許多禮儀制度均由潘辉湜創製。明命十三年（1832年），充任欽修實錄總裁，兼管翰林院。明命十八年（1837年），因祠器使用假金偽造一案案發，潘辉湜被免職。同年，起復為禮部郎中；同年，再超格擢升為署禮部左參知。後恢復禮部尚書原職，頗受明命帝信賴。
紹治元年（1841年），潘辉湜致事。次年（1842年），紹治帝北巡，接受清朝冊封，潘辉湜前往行在拜謁紹治帝，獲賜銀幣和一首御詩。紹治四年（1844年），潘辉湜去世，壽六十七歲，諡莊亮。
嗣德十一年，阮朝設立賢良祠，潘辉湜入祀。

## 文學
潘輝湜著有《星軺紀行》、《華軺雜咏》、《使程襍咏》等。

## 家庭
- 妻宣靜夫人阮氏和，農貢縣香溪社人，阮俒孫女，阮侘之女，生二子二女
- 長子潘輝泳，官至禮部尚書，曾擔任如清正使，出使清朝。
- 次子潘輝灠
- 女潘氏彩